# Hibrildes spiritalis
Hibrildes spiritalis är en fjärilsart som beskrevs av Karsch 1895. Hibrildes spiritalis ingår i släktet Hibrildes och familjen Eupterotidae. Inga underarter finns listade i Catalogue of Life.